# Roses blanches
Roses blanches (en anglais, White Roses) est une peinture à l'huile du peintre français Henri Fantin-Latour réalisée en 1875,  mesurant 42 × 38 cm  et conservée à la York Art Gallery en Angleterre (sous le numéro d'inventaire YORAG 1392).

## Description
Cette nature morte représente un bouquet de roses blanches doubles et très épanouies dans un vase de verre posé sur entablement. La scène est délicatement éclairée par une lumière venant du haut à gauche, mettant en valeur le blanc pur des fleurs qui se détachent sur un fond noir.
La bourgeoisie du XIXe siècle prisait les natures mortes de fleurs qui rappelaient, comme les vanités, que la vie à l'instar des fleurs fane rapidement. Michael Gibson de la Royal National Rose Society suggère que les roses représentées pourraient appartenir au groupe des roses Noisette.

## Historique
Ce tableau a fait l'objet d'un don anonyme en 1984 par le biais du National Art Collections Fund. Il aurait fait partie de la collection de Mrs Bannister (The Banks, Lyneham) ; puis a été acquis par Henry van den Bergh en 1924 et par héritage à Mrs A.M. McClure née Diana van den Bergh,.

## Expositions
- Still Life: Paintings from York Art Gallery and the Ferens Art Gallery in Hull, Scarborough Art Gallery, 2004 ;
- Henri Fantin-Latour and the Impressionists: Still Life Paintings in the 19th century, The Bowes Museum, Barnard Castle, 2011[2].